# Varga Bálint (író)
Varga Bálint (Sümeg, 1970 –)  író, műfordító, újságíró.

## Élete
A veszprémi Kállai Éva Gimnáziumban érettségizett 1988-ban. 1987-ben és 1988-ban a sárvári Diákírók és Diákköltők Találkozója résztvevőjeként próza kategóriában arany minősítést kapott. 1990-től a Pécsi Tudományegyetem jogi karának hallgatója. 1991-től a Napló (Veszprém megyei napilap) külsős munkatársa. Első novellái a Jelenkor (folyóirat, 1958–) hasábjain jelentek meg.
1996-97-ben az Egyesült Államokban tanult. 1999-től Frei Tamás Frei dosszié című műsorának munkatársa, majd később adásrendezője és posztprodukciós producere. 2003-ban az Agave Könyvek egyik alapítója. Itt jelent meg első könyve 2005-ben Magándetektívek címmel, amely a magyar krimi történetének első vázlatát is közli. Több mint hatvan könyvet fordított a kiadónak, köztük Lawrence Block, Jim Thompson, Donald James, P.B. Kerr, Tim Davys, Charles Willeford, Dashiell Hammett és Don Winslow regényeit. 2013-ig John le Carré regényeinek szerkesztője az Agave Könyveknél. Több magazin, köztük a Hamu és Gyémánt és a Roadster külső munkatársa.
2015-ben jelent meg első regénye - Váltságdíj nélkül - a Kolibri Kiadó gondozásában, amelyből a Kossuth Rádió készített tízrészes rádiójátékot. E regény folytatása 2016-ban került a boltokba Amit végleg kitörölnél címmel. 2017-ben jelent meg Zsé meg a haverok című gyerekkönyve, amelyet Rátkai Kornél illusztrált. 2023-ban angol nyelvi szerkesztője és fordítója Szegedy-Maszák Marianne és Fritz Péter Korok és életek című könyvének.
Több kortárs drámafordítása került színpadra, főleg a Katona József Színház (Budapest) részére fordított, köztük Lucy Kirkwood Munkavégzés során nem biztonságos és Nick Payne Ha van is, én nem találtam meg című darabjait ültette át magyarra. Több, a magyar krimi történetével foglalkozó tanulmány szerzője, 2021-ben társalapítója és szerkesztője a Magyar Krimiszemlének, amelynek égisze alatt szervezett Első Magyar Krimifesztiválra digitális formában megjelentetett, a fesztiválon résztvevők írásait tartalmazó antológia egyik szerkesztője és szerzője.

## Bibliográfia
- Magándetektívek – Oknyomozás a valóság és a fikció területén (ismeretterjesztő, Agave Könyvek, 2005)
- Para (filmkönyv, Csurgó Csabával közösen, Agave Könyvek, 2008)
- Váltságdíj nélkül (ifjúsági krimi, Kolibri, 2015)
- Amit végleg kitörölnél (ifjúsági krimi, Kolibri, 2016)
- Zsé meg a haverok (gyerekkönyv, Kolibri, 2017)